# Ostrężnik (potok)
Ostrężnik (Zadna, niem. Schober) – potok, lewy dopływ Bobru o długości 3,23 km.
Potok płynie w powiecie kamiennogórskim. Wypływa na wysokości 870 m n.p.m. w Lasockim Grzbiecie. Przepływa przez Niedamirów, uchodzi na wysokości 550 m n.p.m. przy Szczepanowskim Grzbiecie. 
Potok ma 3 prawe dopływy, powyżej wsi Niedamirów, w środku i poniżej oraz jeden lewy zwany Młynówka wpadający tuż poniżej wsi. Jeden z prawych wymieniany w publikacjach turystycznych jako Żądną, ale informacje są sprzeczne z położeniem na mapie.
W górnym biegu doliną potoku biegnie niebieski szlak turystyczny prowadzący z Lubawki przez Niedamirów i Lasocki Grzbiet na Przełęcz Okraj